# Кобушин
Кобушин (пол. Kobuszyn) — село в Польщі, у гміні Шренськ Млавського повіту Мазовецького воєводства.
Населення — 72 особи (2011).
У 1975-1998 роках село належало до Цехановського воєводства.

## Демографія
Демографічна структура станом на 31 березня 2011 року:
|          | Загалом | Допрацездатний вік | Працездатний вік | Постпрацездатний вік |
| -------- | ------- | ------------------ | ---------------- | -------------------- |
| Чоловіки | 37      | 8                  | 26               | 3                    |
| Жінки    | 35      | 6                  | 19               | 10                   |
| Разом    | 72      | 14                 | 45               | 13                   |